# Увеличительное стекло (мультфильм)
«Увеличительное стекло» — советский короткометражный мультипликационный фильм, посвящённый теме внимательного и доброго отношения к окружающему миру.
Первый самостоятельный мультипликационный фильм (после двух сюжетов в мультипликационном альманахе «Весёлая карусель») одного из ведущих режиссёров и педагогов современной мультипликации Александра Михайловича Горленко.
Мультфильм приобрёл особую популярность в среде московских хиппи, не пропускавших сеансов его показа в малом зале московского кинотеатра «Россия».
В фильме использованы фрагменты музыки Чеслава Немена.

## Сюжет
По лесной тропинке бежал мальчик за своей собакой и потерял увеличительное стекло. Его нашёл ёжик, стал рассматривать через него лесных обитателей и узнал о них много нового и интересного.
История ёжика, нашедшего в лесу увеличительное стекло и получившего возможность смотреть на вещи пристальнее, учит зрителя замечать и любить природу.

## Создатели
| автор сценария            | Марина Москвина                                          |
| кинорежиссёр              | Александр Горленко                                       |
| художники-постановщики    | Александр Горленко, Александр Гурьев                     |
| художники-мультипликаторы | Владимир Вышегородцев, Елена Малашенкова, Сергей Дёжкин  |
| кинооператор              | Борис Котов                                              |
| звукооператор             | Борис Фильчиков                                          |
| композитор                | в фильме использованы фрагменты из музыки Чеслава Немена |
| ассистент режиссёра       | Галина Андреева                                          |
| монтажёр                  | В. Лаэв                                                  |
| редактор                  | Наталья Абрамова                                         |
| директор съёмочной группы | Лилиана Монахова                                         |

## Награды
- 1982 — награждён дипломом кинофестиваля мультипликации Ленинград-82.[2]

## Издания на DVD
Мультфильм выпускался на DVD в сборнике мультфильмов.